# Біфілярна котушка
Біфіля́рна коту́шка — електромагнітна котушка, яка містить дві близько розташовані, паралельні обвитки. У техніці, слово біфіляр означає дріт, який зроблений з двох ниток або кабелів. Воно зазвичай використовується, щоби позначити особливі типи дроту для обвиток трансформаторів. Дріт може бути куплений вже у біфілярному вигляді, зазвичай як різні кольорові емальовані дроти, зв'язані разом. Для трьох кабелів, використовується термін тріфілярна котушка.

## Опис і застосування
Є чотири різновиди біфілярно намотаних котушок:
1. паралельне намотування, послідовне з'єднання;
2. паралельне намотування, паралельне з'єднання;
3. зустрічно намотана котушка, послідовне з'єднання;
4. зустрічно намотана котушка, паралельне з'єднання.

Деякі біфіляри мають суміжні котушки, в яких витки розташовано так, щоби різниця потенціалів була збільшена (наприклад: струм тече в однаковому паралельному напрямі). Магнітне поле, створене однією обвиткою додається до створеного іншою, призводячи до більшого загального магнітного поля. В інших — витки розташовані так, щоби струм протікав у протилежних напрямках. Завдяки цьому, магнітне поле створене однією обмоткою, є рівним і направленим протилежно створеному іншою, призводячи до загального магнітного поля рівного нулю (наприклад, усуваючи будь-які негативні ефекти в котушці). В електричних термінах, це означає, що коефіцієнт самоіндукції котушки — нуль.
Біфілярна котушка (яка частіше зветься біфілярною обвиткою) використовується в сучасній електротехніці як спосіб створення дротяного резистора з незначним паразитним коефіцієнтом самоіндукції.

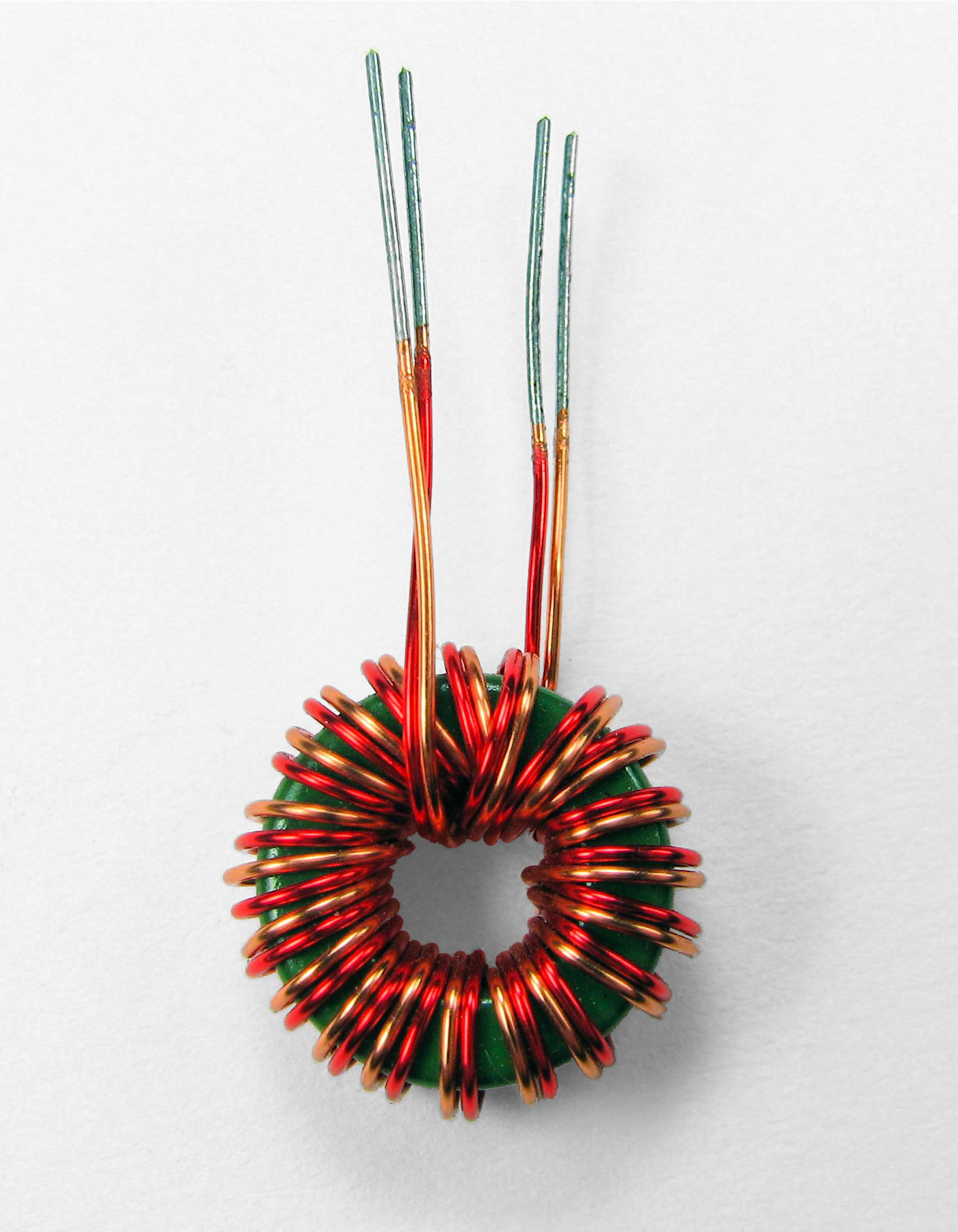
Тороїдальний трансформатор з біфілярною намоткою.

Інший вид біфілярної котушки використовується в деяких обвитках реле і трансформаторах, котрі застосовуються для комутації джерела живлення, щоби подавити зворотну ЕРС. В цьому разі, дві дротяні котушки близько розташовані і намотані паралельно, але електрично ізольовані одна від одної. Котушка первинної обвитки керує реле, і котушка вторинної обвитки замкнена накоротко в корпусі. Коли струм крізь первинну обвитку не тече, як трапляється, коли реле вимкнене, більшість магнітної енергії тече крізь вторинну обвитку, яка перетворює її на тепло власним внутрішнім опором. Це — тільки один з декількох способів поглинання енергії від котушки первинної обвитки, перш ніж це може пошкодити пристрій (зазвичай уразливий напівпровідник), який запускає реле. Головна незручність цього методу полягає в тому, що це значно збільшує час перемикання реле.
Для застосування в перемикальному трансформаторі, одна обмотка біфілярної котушки використовується як спосіб переміщення енергії, що запасається в паразитному магнітному потоку, який не в змозі пов'язати котушку первинної обмотки з котушкою вторинної обмотки трансформатора. Унаслідок їхньої близькості, обидва дроти біфілярної котушки «бачать» один і той же паразитний магнітний потік. Один дріт заземлений, зазвичай крізь діод так, щоби, коли до іншого первинного дроту біфілярної котушки більше не прикладається напруга в поперечному напрямку комутаційним транзистором, паразитний магнітний потік виробляв струм на затискачах котушки з первинною напругою, котра з'являється в поперечному напрямі, примушуючи рівну напругу з'явитися в поперечному напрямі до первинної обмотки. Якби затискачі цієї котушки не використовувалися, то паразитний магнітний потік спробував би змусити струм текти крізь первинний дріт. Оскільки первинний дріт відімкнений, і комутаційний транзистор перебуває в замкненому стані, висока напруга, яка з'явилася б на напівпровідниковому комутаційному транзисторі, перевищить його пробивну напругу або навіть пошкодить його.

## Історія
Ранній приклад біфілярної котушки можна знайти в Н. Тесла у патенті Сполучених Штатів за номером 512 340 від 1894 року. Тесла пояснює, що в окремих випадках застосування такої (він не вказує, в яких саме випадках) коефіцієнт самоіндукції звичайної котушки є небажаним і його має бути врівноважено приєднанням зовнішніх конденсаторів. У такому разі біфілярна котушка сама збільшила власну ємність із заощадженням на вартості конденсаторів. Вважається, що неіндуктивні дротяні резистори, де обмотки намотані зустрічно для зведення до нуля коефіцієнта самоіндукції, не є видом біфілярної котушки.